# Józef Antoni Czopnik
Józef Antoni Czopnik (ur. 5 grudnia 1919 w Chorzowie, zm. 24 grudnia 1979 w Chorzowie) – aktor lalkarz, więzień obozu koncentracyjnego w Auschwitz. 

## Życiorys
Urodził się w rodzinie górniczej. Trudne warunki bytowe zmusiły go do przerwania nauki w drugiej klasie Państwowego Gimnazjum Klasycznego w Chorzowie. Rok później, w 1935 roku, ukończył kurs stenografii i maszynopisania. Już jako szesnastolatek podjął pracę pomocnika biurowego w Okręgowym Związku Towarzystw Ogródków Działkowych w Katowicach. W 1939 roku, jeszcze przed wybuchem wojny, ukończył Roczny Koedukacyjny Kurs Handlowy Izby Przemysłowo-Handlowej w Katowicach.
Po wybuchu wojny, do kwietnia 1940 pracował jako robotnik. Działał także w konspiracji. Zagrożony aresztowaniem, w kwietniu 1940 wyjechał z Chorzowa. Następnego roku przyjechał w odwiedziny do rodziców i został aresztowany przez gestapo. Osadzono go początkowo w więzieniu w Mysłowicach, a od czerwca 1941 roku w obozie koncentracyjnym Auschwitz-Birkenau. Przebywał w nim dwa lata.
Po zwolnieniu z obozu podjął pracę jako robotnik w Fabryce Obuwia w Chełmku. W maju 1944 roku aresztowany przez gestapo za uchylanie się od służby w niemieckiej armii. Osadzono go na pół roku w więzieniu.
Po zakończeniu wojny podjął pracę jako pracownik umysłowy w Chorzowie, następnie w Katowicach. Pracował także w Zarządzie Miejskim w Chorzowie. 
Występował w teatrze lalkowym Wojewódzkiego Domu Kultury w Katowicach; skończył trzyletni kurs lalkarstwa. We wrześniu 1950 roku został zatrudniony w katowickim objazdowym Teatrze Lalki i Aktora "Ateneum" w Katowicach. Występował z jego zespołem przez osiem lat. W 1958 roku w Krakowie zdał egzamin aktorski, zdobywając uprawnienia aktora lalkarza. W grudniu 1958 roku został kierownikiem zespołu lalkarskiego przy Klubie Garnizonowym w Gliwicach. Z początkiem następnego roku został przyjęty do zespołu Teatru Dzieci Zagłębia w Będzinie. Występował tam prawie nieprzerwanie do czerwca 1967 roku. W 1967 roku ponownie znalazł się w zespole Teatru Lalki i Aktora "Ateneum" w Katowicach, gdzie występował aż do emerytury, na którą przeszedł w marcu 1975 roku.
Zmarł 24 grudnia 1979 roku w Chorzowie.